# Esqui alpino nos Jogos Olímpicos de Inverno de 2014 - Qualificação
O período de qualificação para o esqui alpino se deu entre julho de 2012 e 20 de janeiro de 2014. Um total 350 atletas de 74 países se classificaram para o evento.

## Regras de qualificação
Um máximo de 320 (mais tarde ajustado para 350 pela Federação Internacional de Esqui) atletas competirão em eventos do esqui alpino nos Jogos Olímpicos de 2014. Um mesmo país poderá enviar no máximo 14 atletas do mesmo gênero, ou 22 atletas no total.

### Padrão A
Será considerado padrão A todos os esquiadores que estiverem classificados entre os 500 primeiros nos rankings mundiais do FIS.

### Padrão B
Um país sem atletas padrão A poderá enviar um atleta de cada gênero (cota básica) apenas nos eventos de slalom e slalom gigante. Esses atletas precisam ter no máximo 140 pontos nos rankings mundiais do FIS.
O ranking é calculado pela média de cinco resultados de eventos técnicos (slalom e slalom gigante) e três eventos de velocidade (downhill, combinado e Super-G).

### Alocação de cotas
Cota básica
A todos os países será assegurada uma vaga no masculino e uma vaga no feminino para atletas que satisfizerem os critérios do padrão B.
Top 500 no ranking mundial
A todos os países representados por atletas no top 500 será assegurada uma vaga adicional em adição à cota básica.
Top 100 no ranking mundial
A todos os países representados por atletas no top 100 será assegurada uma vaga adicional em adição às cotas básica e top 500.
Top 30 no ranking mundial
A todos os países representados por atletas no top 30 será assegurada uma vaga adicional em adição às cotas básica, top 500 e top 100.
Cotas restantes
As cotas restantes serão atribuídas usando-se uma lista de realocação de cotas. As vagas serão atribuídas até o máximo de 350 participantes. Quando um país atinge o máximo de 22 atletas os seus atletas restantes se tornam inelegíveis.
Um atleta pode ser contado apenas uma vez nos cinco critérios. Por exemplo, se um país tem apenas um atleta que satisfaz os cinco critérios, será atribuída apenas uma cota, e não cinco.

### Elegibilidade para qualificação
| Lista Olímpica de pontos         | Downhill   | Super-G    | Combinado  | Slalom     | Slalom gigante |
| -------------------------------- | ---------- | ---------- | ---------- | ---------- | -------------- |
| Classificado <=500 em DH, S-G, C | <80 pontos | <80 pontos | <80 pontos | 140 pontos | 140 pontos     |
| Classificado <=500 em SG, SL     |            | <80 pontos | <80 pontos | 140 pontos | 140 pontos     |
| Qualificação B                   |            |            |            | 140 pontos | 140 pontos     |

## Alocação de cotas
A alocação final será feita em 24 de janeiro de 2014. Os comitês nacionais confirmaram o uso das cotas até 22 de janeiro. O processo de realocação foi programado para ocorrer em 24 de janeiro. Comitês nacionais não podem desistir de alguma cota após o prazo final em 27 de janeiro.

### Resumo atual
| Países                              | Masculino | Feminino | Adicional | Atletas |
| ----------------------------------- | --------- | -------- | --------- | ------- |
| ALB Albânia                         | 1         | 1        |           | 2       |
| AND Andorra                         | 2         | 2        |           | 4       |
| ARG Argentina                       | 3         | 3        |           | 6       |
| ARM Armênia                         | 1         |          |           | 1       |
| AUS Austrália                       | 2         | 3        |           | 5       |
| AUT Áustria                         | 5         | 5        | 12        | 22      |
| AZE Azerbaijão                      | 1         | 1        |           | 2       |
| BLR Bielorrússia                    | 1         | 1        |           | 2       |
| BIH Bósnia e Herzegovina            | 2         | 1        |           | 3       |
| BRA Brasil                          | 1         | 1        |           | 2       |
| BUL Bulgária                        | 3         | 1        |           | 4       |
| CAN Canadá                          | 5         | 5        | 5         | 15      |
| CAY Ilhas Cayman                    | 1         |          |           | 1       |
| CHI Chile                           | 2         | 1        |           | 3       |
| CHN China                           | 1         | 1        |           | 2       |
| CRO Croácia                         | 5         | 3        |           | 8       |
| CYP Chipre                          | 1         | 1        |           | 2       |
| CZE República Checa                 | 3         | 5        |           | 8       |
| DEN Dinamarca                       | 1         |          |           | 1       |
| EST Estônia                         | 1         | 1        |           | 2       |
| FIN Finlândia                       | 5         | 4        |           | 8       |
| FRA França                          | 5         | 5        | 9         | 19      |
| GEO Geórgia                         | 2         | 1        |           | 3       |
| GER Alemanha                        | 3         | 4        |           | 7       |
| GBR Grã-Bretanha                    | 1         | 1        |           | 2       |
| GRE Grécia                          | 2         | 1        |           | 3       |
| HUN Hungria                         | 1         | 2        |           | 3       |
| ISL Islândia                        | 2         | 2        |           | 4       |
| IOA Atletas Olímpicos Independentes | 1         |          |           | 1       |
| IRI Irã                             | 2         | 1        |           | 3       |
| IRL Irlanda                         | 1         | 1        |           | 2       |
| ISR Israel                          | 1         | 1        |           | 2       |
| ITA Itália                          | 5         | 5        | 9         | 19      |
| JPN Japão                           | 1         | 1        |           | 2       |
| KAZ Cazaquistão                     | 3         | 1        |           | 4       |
| KGZ Quirguistão                     | 1         |          |           | 1       |
| LAT Letônia                         | 3         | 2        |           | 5       |
| LIB Líbano                          | 1         | 1        |           | 2       |
| LIE Liechtenstein                   | 1         | 2        |           | 3       |
| LTU Lituânia                        | 1         | 1        |           | 2       |
| MKD República da Macedônia          | 1         |          |           | 1       |
| MLT Malta                           |           | 1        |           | 1       |
| MEX México                          | 1         |          |           | 1       |
| MDA Moldávia                        | 2         |          |           | 2       |
| MON Mônaco                          | 2         | 1        |           | 3       |
| MNE Montenegro                      | 1         | 1        |           | 2       |
| MAR Marrocos                        | 1         | 1        |           | 2       |
| NZL Nova Zelândia                   | 1         |          |           | 1       |
| NOR Noruega                         | 5         | 5        |           | 10      |
| PAK Paquistão                       | 1         |          |           | 1       |
| PER Peru                            | 1         | 1        |           | 2       |
| POL Polônia                         | 3         | 3        |           | 6       |
| POR Portugal                        | 1         | 1        |           | 2       |
| ROU Romênia                         | 2         | 1        |           | 3       |
| RUS Rússia                          | 5         | 4        |           | 9       |
| SMR San Marino                      | 1         | 1        |           | 2       |
| SRB Sérvia                          | 1         | 1        |           | 2       |
| SVK Eslováquia                      | 3         | 5        |           | 8       |
| SLO Eslovênia                       | 4         | 5        |           | 9       |
| KOR Coreia do Sul                   | 3         | 2        |           | 5       |
| ESP Espanha                         | 4         | 1        |           | 5       |
| SWE Suécia                          | 5         | 5        | 2         | 12      |
| SUI Suíça                           | 5         | 5        | 11        | 21      |
| TJK Tajiquistão                     | 1         |          |           | 1       |
| THA Tailândia                       | 1         | 1        |           | 2       |
| TLS Timor-Leste                     | 1         |          |           | 1       |
| TOG Togo                            |           | 1        |           | 1       |
| TUR Turquia                         | 1         | 1        |           | 2       |
| UKR Ucrânia                         | 1         | 1        |           | 2       |
| USA Estados Unidos                  | 5         | 5        | 10        | 20      |
| UZB Uzbequistão                     | 1         | 1        |           | 2       |
| VEN Venezuela                       | 1         |          |           | 1       |
| ISV Ilhas Virgens Americanas        |           | 1        |           | 1       |
| ZIM Zimbabwe                        | 1         |          |           | 1       |
| Total: 74 CONs                      | 169       | 149      | 32        | 350     |

### Masculino
| Critério                                        | Atletas por CON | Atletas totais | Qualificado |
| ----------------------------------------------- | --------------- | -------------- | --- |
| Top 100, 500, Cota básica + 2 lugares no top 30 | 5               | 65             | AUT Áustria CAN Canadá CRO Croácia FIN Finlândia FRA França GER Alemanha ITA Itália JPN Japão NOR Noruega RUS Rússia SWE Suécia SUI Suíça USA Estados Unidos |
| Top 100, 500, Cota básica + 1 lugar no top 30   | 4               | 12             | GBR Grã-Bretanha SVK Eslováquia SLO Eslovênia |
| Top 100, 500 + Cota básica                      | 3               | 24             | ARG Argentina BEL Bélgica BUL Bulgária CZE República Checa KAZ Cazaquistão LAT Letônia NED Países Baixos POL Polônia KOR Coreia do Sul ESP Espanha |
| Top 500 + Cota básica                           | 2               | 26             | AND Andorra AUS Austrália BIH Bósnia e Herzegovina CHI Chile GEO Geórgia GRE Grécia ISL Islândia IRI Irã LIE Liechtenstein MDA Moldávia MON Mônaco NZL Nova Zelândia ROU Romênia |
| Cota básica                                     | 1               | 35             | ALB Albânia ARM Armênia AZE Azerbaijão BLR Bielorrússia BRA Brasil CAY Ilhas Cayman CHN China CYP Chipre DEN Dinamarca EST Estônia HUN Hungria IOA Atletas Olímpicos Independentes IRL Irlanda ISR Israel KGZ Quirguistão LIB Líbano LTU Lituânia LUX Luxemburgo MKD República da Macedônia MEX México MNE Montenegro MAR Marrocos PAK Paquistão PER Peru POR Portugal SMR San Marino SRB Sérvia RSA África do Sul TJK Tajiquistão THA Tailândia TLS Timor-Leste TUR Turquia UKR Ucrânia UZB Uzbequistão VEN Venezuela ZIM Zimbabwe |
| TOTAL                                           |                 | 161            | |

### Feminino
| Critério                                      | Atletas por CON | Atletas totais | Qualificado |
| --------------------------------------------- | --------------- | -------------- | --- |
| Top 100, 500, Cota básica + 2 vagas no top 30 | 5               | 65             | AUT Áustria CAN Canadá CZE República Checa FRA França GER Alemanha ITA Itália LIE Liechtenstein NOR Noruega SVK Eslováquia SLO Eslovênia SWE Suécia SUI Suíça USA Estados Unidos |
| Top 100, 500, Cota básica + 1 lugar no top 30 | 4               | 12             | FIN Finlândia RUS Rússia ESP Espanha |
| Top 100, 500 + Cota básica                    | 3               | 18             | AND Andorra ARG Argentina AUS Austrália BEL Bélgica CRO Croácia GBR Grã-Bretanha JPN Japão POL Polônia |
| Top 500 + Cota básica                         | 2               | 10             | DEN Dinamarca HUN Hungria ISL Islândia LAT Letônia NED Países Baixos NZL Nova Zelândia KOR Coreia do Sul |
| Cota básica                                   | 1               | 34             | ALB Albânia AND Andorra AZE Azerbaijão BLR Bielorrússia BIH Bósnia e Herzegovina BRA Brasil BUL Bulgária CHI Chile CHN China CYP Chipre EST Estônia GEO Geórgia GRE Grécia IRI Irã IRL Irlanda ISR Israel KAZ Cazaquistão LIB Líbano LTU Lituânia MLT Malta MON Mônaco MNE Montenegro MAR Marrocos PER Peru POR Portugal PUR Porto Rico ROU Romênia SMR San Marino SRB Sérvia THA Tailândia TOG Togo TUR Turquia UKR Ucrânia UZB Uzbequistão ISV Ilhas Virgens Americanas |
| TOTAL                                         |                 | 139            | |

### Cotas adicionais
| Atletas por CON | Total | Qualificado           |
| --------------- | ----- | --------------------- |
| 12              | 12    | AUT Áustria           |
| 11              | 11    | SUI Suíça             |
| 10              | 10    | USA Estados Unidos    |
| 9               | 18    | FRA França ITA Itália |
| 5               | 5     | CAN Canadá            |
| 2               | 2     | SWE Suécia            |
| TOTAL           | 58    |                       |

### Próximos CONs elegíveis
Se um país recusar uma ou mais cotas ele deixará vagas em aberto. Países em negrito receberam uma cota rejeitada por um outro país, enquanto que um país riscado na lista recusou ocupar uma vaga em aberto.
| CON | USA Estados Unidos USA Estados Unidos USA Estados Unidos SWE Suécia FRA França USA Estados Unidos USA Estados Unidos USA Estados Unidos SUI Suíça FRA França SUI Suíça AUT Áustria SUI Suíça AUT Áustria NOR Noruega SUI Suíça GER Alemanha NOR Noruega SUI Suíça FRA França USA Estados Unidos NOR Noruega ITA Itália CAN Canadá CAN Canadá CAN Canadá SUI Suíça ITA Itália ITA Itália NOR Noruega SUI Suíça NOR Noruega ITA Itália FRA França ITA Itália ITA Itália FRA França CAN Canadá ITA Itália USA Estados Unidos SWE Suécia CAN Canadá FRA França ITA Itália FRA França |